# Grua (vehicle)

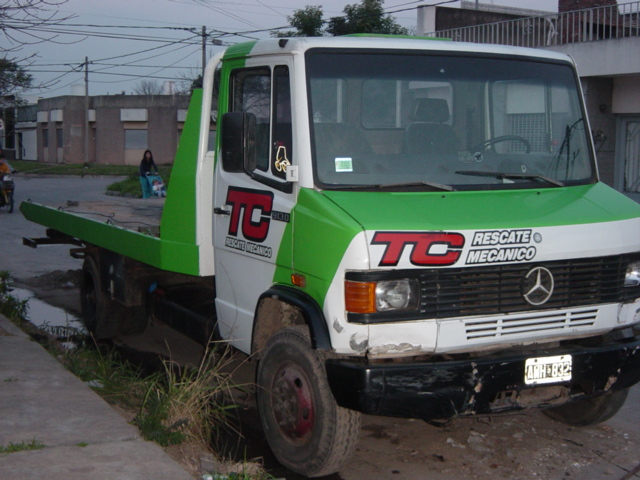
Grua tipus llitera.

Una grua remolc, un camió grua o simplement grua és un vehicle usat per a transportar automòbils, generalment a un taller o per a rescatar de llocs on no hi ha una superfície adequada per a conduir. Els serveis de remolcs generalment són proveïts per un operador d'emergències vehiculars. Els automòbils són remolcats en casos d'accident de trànsit, estacionament en llocs inadequats o maneig per part del conductor sota els efectes de l'alcohol o altres substàncies. La majoria de les companyies d'assegurances automotors inclouen entre les seves prestacions el servei de remolc sense càrrec, fins a certa distància, per als seus assegurats.

## Tipus de grues

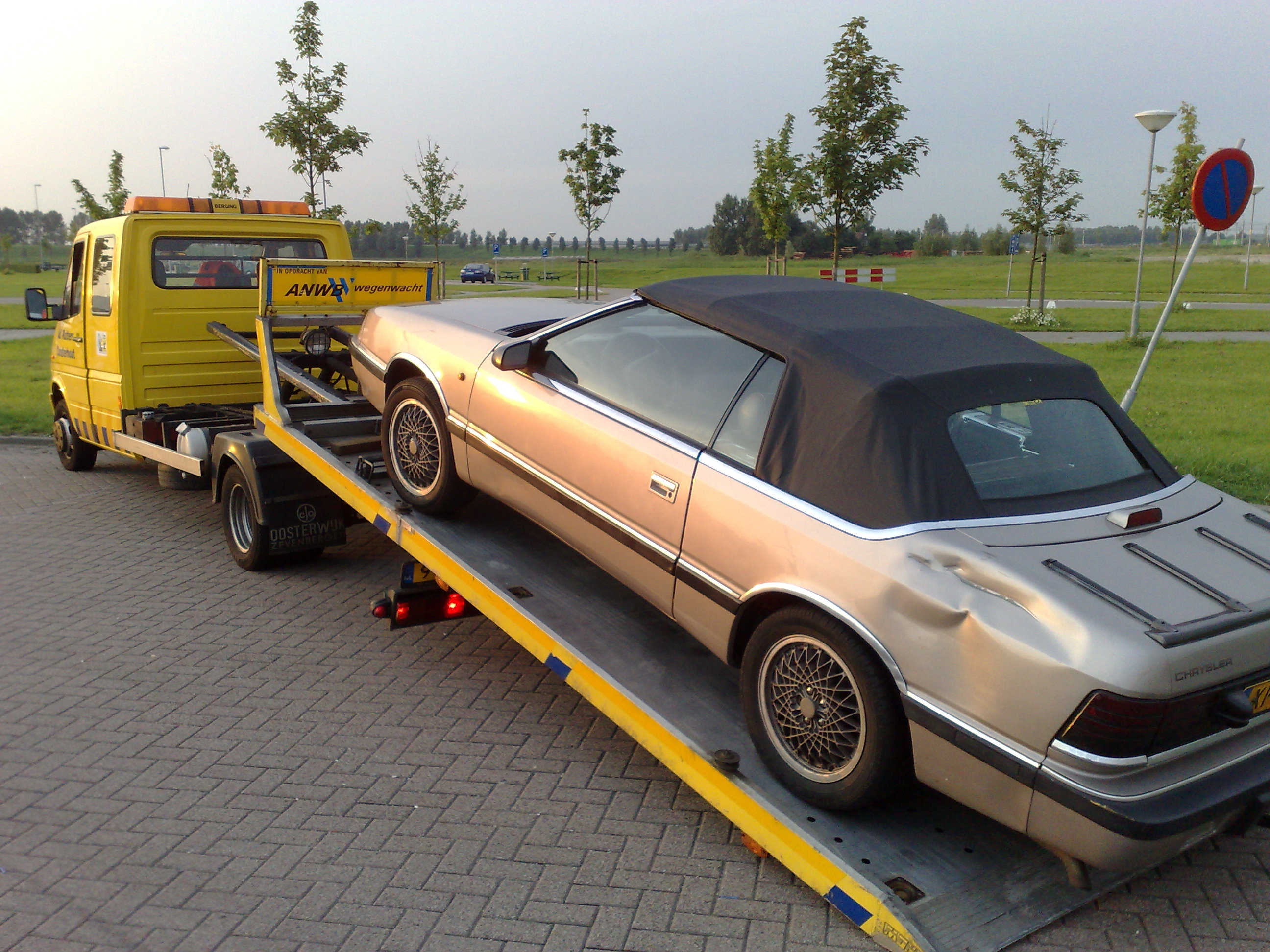
Vehicle pujant a una Llitera.

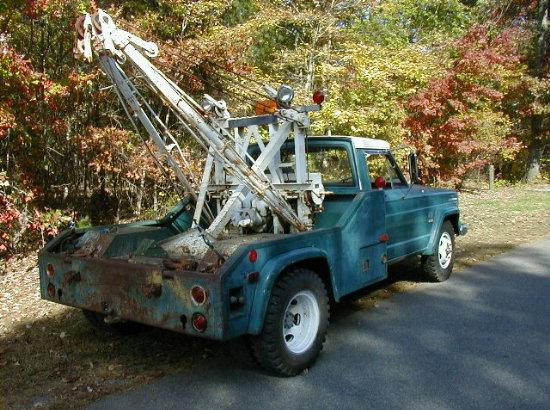
Antic model de grua forquilla.

- Llitera: La llitera d'auxili està dissenyada per al transport de vehicles de fins a 2.500 quilograms. Posseeix una plataforma d'acer en la qual és transportat el vehicle. Usualment, estan equipades amb un cabrestant (cable d'acer) i elements útils per a l'amarratge del vehicle a transportar.

- Perxa: Aquest tipus de grua està dissenyada per a remolcar vehicles de fins a 1.800 quilograms. El sistema d'ancoratge, permet prendre al vehicle a remolcar per les seves pneumàtics sense que hi hagi possibilitat de danyar-lo. Per portar vehicles que presenten deteriorament en el tren posterior i davanter, que no poden rodar, l'equip té un sistema de buggies (carrets) sobre el qual es posa un dels trens i l'altre es pren amb el sistema d'ancoratge.

- Forquilla o forca: Aquesta grua està dissenyada per a remolcar vehicles de fins a 1.800 quilograms. La forquilla està formada per quatre elements, amb quatre ranures consecutives per a les diferents adaptacions a la circumferència dels pneumàtics. Posseeix cadenes de seguretat per a fixar les rodes del vehicle a remolcar i carrets de quatre rodes per utilitzar com a remolc en cas que els vehicles no puguin rodar.

- Plat: Aquest tipus de grua està dissenyada per remolcar vehicles de fins a 2.500 quilograms. La unitat ve equipada amb ungles o dispositius d'ancoratge per a diferents tipus de vehicles i carrets per auxili d'unitats amb el tren rodant afectat.

- Per a vehicles pesants: Aquest tipus de grues estan dissenyades per a remolcar vehicles de fins a 12.000 quilograms. Posseeixen dos cabrestants de tracció, construïts per aconseguir la màxima estabilitat i eficiència.